# Championnat du Salvador de football 1970
Navigation
Saison précédente Saison suivante
La Primera División 1970 est la vingtième édition de la première division salvadorienne.
Lors de ce tournoi, le CD Atlético Marte a conservé son titre de champion du Salvador face aux neuf meilleurs clubs salvadoriens.
Chacun des dix clubs participant était confronté quatre fois aux neuf autres équipes.
Seulement deux places étaient qualificatives pour la Coupe des champions de la CONCACAF et deux pour la première édition de la Coupe de la Fraternité.

## Les 10 clubs participants
| \| San Salvador : Alianza FC CD Atlético Marte Sonsonate : CD Juventud Olímpica CD Sonsonate Adler San Nicolas CD Águila San Salvador Atlante San Alejo Club Deportivo FAS Sonsonate San Salvador Once Municipal Sonsonate Universidad Barrios \| Localisation des clubs engagés dans le championnat. |
| San Salvador : Alianza FC CD Atlético Marte Sonsonate : CD Juventud Olímpica CD Sonsonate Adler San Nicolas CD Águila San Salvador Atlante San Alejo Club Deportivo FAS Sonsonate San Salvador Once Municipal Sonsonate Universidad Barrios                                                           |

| Club                        | Stade                        | Capacité          | Ville          |
| Adler San Nicolas           | Stade inconnu                | Capacité inconnue | San Nicolas    |
| CD Águila                   | Stade Juan Francisco Barraza | 10 000            | San Miguel     |
| Alianza FC                  | Stade Cuscatlán              | 45 925            | San Salvador   |
| Atlante San Alejo (en)      | Stade inconnu                | Capacité inconnue | San Alejo      |
| Club Deportivo FAS          | Stade Oscar Quiteño          | 15 000            | Santa Ana      |
| CD Juventud Olímpica        | Stade Ana Mercedez           | 8 000             | Sonsonate      |
| CD Atlético Marte           | Stade Cuscatlán              | 45 925            | San Salvador   |
| Once Municipal              | Stade Simeón Magaña          | 5 000             | Ahuachapán     |
| CD Sonsonate                | Stade Anna Mercedes Campos   | 8 000             | Sonsonate      |
| Universidad Gerardo Barrios | Complejo Deportivo España    | Capacité inconnue | Ciudad Barrios |

## Compétition
Les dix équipes affrontent à quatre reprises les neuf autres équipes selon un calendrier tiré aléatoirement.
Le classement est établi sur l'ancien barème de points (victoire à 2 points, match nul à 1, défaite à 0).
Le départage final se fait selon les critères suivants :
- Le nombre de points.
- Un match d'appui pour départager les équipes si le titre ou la relégation est en jeu.
- La différence de buts générale.

### Classement
| Rang | Équipe                      | Pts | J  | G  | N  | P  | Bp | Bc | Diff |
| ---- | --------------------------- | --- | -- | -- | -- | -- | -- | -- | ---- |
| 1    | CD Atlético Marte (T)       | 46  | 36 | 18 | 10 | 8  | 67 | 37 | +30  |
| 2    | Club Deportivo FAS          | 44  | 36 | 15 | 14 | 7  | 63 | 45 | +18  |
| 3    | CD Águila                   | 42  | 36 | 17 | 8  | 11 | 67 | 53 | +14  |
| 4    | Alianza FC                  | 42  | 36 | 16 | 10 | 10 | 52 | 46 | +6   |
| 5    | CD Juventud Olímpica        | 41  | 36 | 17 | 7  | 12 | 48 | 37 | +11  |
| 6    | Universidad Gerardo Barrios | 40  | 36 | 13 | 14 | 9  | 63 | 49 | +14  |
| 7    | CD Sonsonate                | 30  | 36 | 10 | 10 | 16 | 38 | 54 | -16  |
| 8    | Adler San Nicolas           | 28  | 36 | 9  | 10 | 17 | 43 | 60 | -17  |
| 9    | Atlante San Alejo (en)      | 24  | 36 | 7  | 10 | 19 | 35 | 61 | -26  |
| 10   | Once Municipal              | 23  | 36 | 7  | 9  | 20 | 33 | 67 | -34  |

| Légende : Qualifications et relégations | Légende : Qualifications et relégations                                                                                |
| --------------------------------------- | --- |
|                                         | Coupe des champions de la CONCACAF 1971 (2e Tour de qualification) Coupe de la fraternité 1971 (en) (Phase de groupes) |
|                                         | Coupe des champions de la CONCACAF 1971 (2e Tour de qualification)                                                     |
|                                         | Coupe de la fraternité 1971 (en) (Phase de groupes)                                                                    |
|                                         | Relégué en Segunda División                                                                                            |
|                                         | (T) : Tenant du titre                                                                                                  |

## Bilan du tournoi
| Tableau d'Honneur     |                   |
| Compétition           | Vainqueur         |
| Primera División 1970 | CD Atlético Marte |

| Qualifications continentales 1970-1971 |                                      |
| Coupe des champions de la CONCACAF     | Qualifiés                            |
| Deuxième tour de qualification         | CD Atlético Marte Club Deportivo FAS |
| Coupe de la Fraternité                 | Qualifiés                            |
| Phase de groupes (en)                  | CD Atlético Marte Alianza FC         |

| Promotions et relégations   |                                         |
| Relégué en Segunda División | Atlante San Alejo (en) Once Municipal   |
| Promu de Segunda División   | Excélsior FC (en) Univ. Centroamericana |